# Gerardo Pablo
Gerardo Pablo Muñoz García (Puebla de Zaragoza, México; 30 de abril de 1978) es un músico, cantautor, compositor, productor y artista independiente perteneciente al género de trova contemporánea mexicana.
Cantor proclive a causas de justicia social y humanitarias, desarrolló su obra fuera del ámbito comercial de la radio, la televisión y la industria discográfica, obteniendo así el reconocimiento de un cuantioso público vinculado a los movimientos culturales a favor de expresiones artísticas gestadas mayoritariamente en ambientes subterráneos.
El contenido de sus letras remiten a la conciencia humana, al lirismo y a un eclecticismo musical íntimamente ligado a la herencia musical del también trovador mexicano Guty Cárdenas.
Sus actividad musical se ha desarrollado principalmente en México, pero también ha ofrecido conciertos en países como Estados Unidos, Canadá, Argentina, Inglaterra y Hungría concretados en auditorios, teatros, foros y diversos espacios culturales que abarcan desde plazas públicas y universidades, hasta cárceles y casas de asistencia social.

## Trayectoria
- En el 2000 la presentación del disco "Cántaro", convocó una sobredemanda de entradas al Teatro de la Ciudad de Puebla. La fila para intentar acceder al Teatro abarcó del portal del Ayuntamiento hasta el edificio de la Lotería Nacional.
- En el 2004 se edita el disco Trago de Ron + Delirio, calificado como "disco del año" en portales especializados de trova en internet como trovando.com y trovamex.com.
- En 2006 es nombrado Ciudadano Distinguido de la Ciudad de Puebla, por el H. Ayuntamiento 2005-2008.[5]
- En 2007 sus discos obtienen una distribución en toda la República Mexicana a través de la distribuidora Fonarte Latino.[6] Ese mismo año se graba el concierto ofrecido en el Teatro Principal de la Ciudad de Puebla, mismo que se realizó por medio del Club Rotaract a beneficio del Albergue Prof. Alfonso Mendevil. Se edita el disco Escucha a Gerardo Pablo, donde además aparecen 3 temas como homenaje a Carlos Díaz "Caíto".
- En el año 2008 tiene lugar la publicación del disco Los Numerosos Nadies basado en la Obra del escritor uruguayo Eduardo Galeano que incluye una insólita selección de sus textos.[7] El 30 de mayo de 2008 se realizó en la sala de espectáculos del Centro Cultural de Tijuana el concierto: El Canto es una Brújula, que toma su nombre de una frase incluida en el tema Caminante del disco Los Numerosos Nadies. Dicho concierto fue en mancuerna con Alejandro Filio. De este modo, este año Gerardo Pablo se convierte en el único trovador mexicano que ofrece un concierto en esta sala de espectáculos, considerada la más importante del noroeste Mexicano.
- En 2009, el tema “Nosotros Pensamos Distinto” de Gerardo Pablo abre todas las emisiones de Ultra Noticias XHZM-FM con Fernando Canales, el noticiero radiofónico más reconocido de la Ciudad de Puebla. Ese mismo año, el músico y columnista Roberto Ponce, en la Revista Proceso no. 1693, a propósito de la Obra de Gerardo Pablo escribió la notable crítica: Es la consolidación de un estilo, un proyecto, un liderazgo personales en la canción independiente.[8]

## Los numerosos nadies
Los Numerosos Nadies es la séptima producción independiente del trovador Gerardo Pablo. Basada en la obra del escritor uruguayo Eduardo Galeano, esta producción incluye 13 temas inéditos, de los cuales destaca la participación de Alejandro Filio interpretando a dueto con Gerardo la canción Caminante, compuesta por este último para el trovador Guty Cárdenas. Además contiene una breve pero insólita selección de textos de Eduardo Galeano.
La producción artística alcanzada en este disco, denotan en Gerardo una mayor madurez y minuciosidad volcadas hacia una mayor claridad letrística. Christian Petersen se ocupa de la producción musical y Gerardo Pablo ejerce como productor general, productor artístico, productor de mezcla y masterización, compositor, intérprete y guitarrista. La fotografía de la portada es de Roberto Córdova-Leyva, y fue tomada en el interior del Café Latitud 32, en Playas de Tijuana (Baja California, México).

## Discografía
- Tres noches por semana (1998)[10]
- Cántaro (2000)[11]
- Reflejos acústicos (2001)
- Globo nuestro (2002)[12]
- Trago de ron + Delirio (2004)
- Trago de ron (2007)[13]
- Delirio (2007)[14]

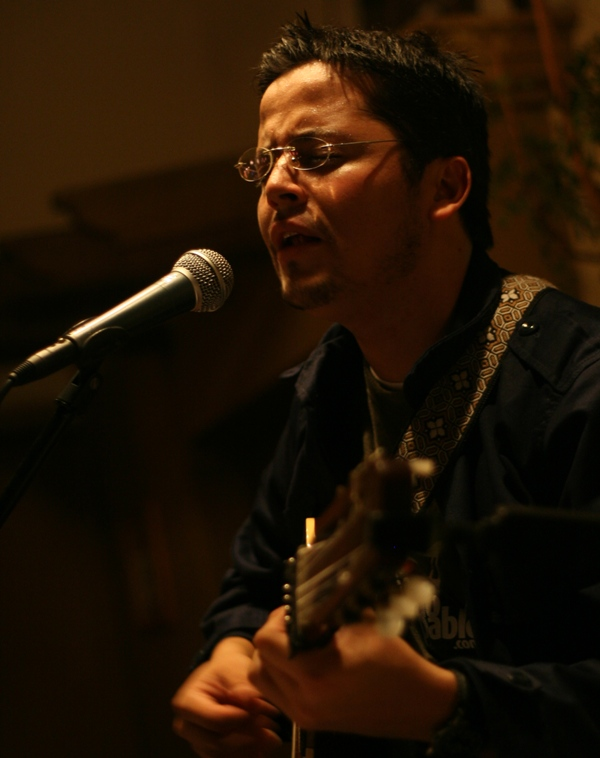
Gerardo Pablo en concierto.

- Escucha a Gerardo Pablo (2007) Participación especial de Carlos Díaz "Caíto" y Jacqueline Levot.[15]
- Los numerosos nadies (2007) Basado en la obra de Eduardo Galeano, participación especial de Alejandro Filio.[16]
- Que viva esta tierra (2009)
- Quesoy (2010)[17]

## Conciertos y actuaciones

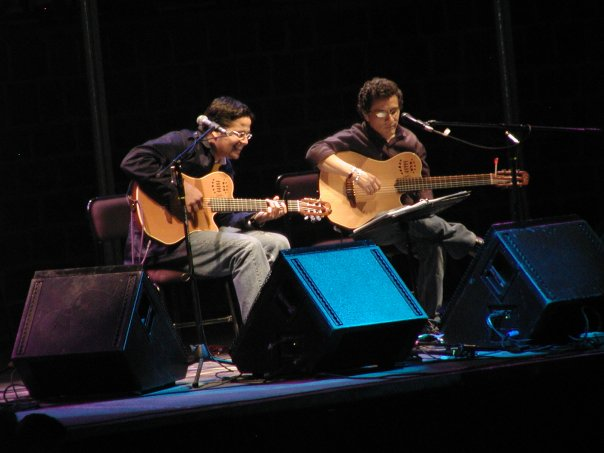
Gerardo Pablo con Alejandro Filio cantando Caminante.

Fuera de México, Gerardo Pablo ha realizado conciertos por auditorios, teatros, foros y espacios culturales en las ciudades de Montreal, Quebéc (Canadá); San Diego, Chula Vista, Long Beach California, Dover New Jersey, Washington D. C. (Estados Unidos); Buenos Aires, Pergamino, Rosario, Córdoba, Quilmes (Argentina); Madrid, Granada, Sevilla (España); Brighton (Inglaterra); Budapest (Hungría).
Dentro de su país, ha ofrecido actuaciones en multitud de ciudades, como Tijuana, Mexicali, Ensenada, Tecate, Rosarito (Baja California); Hermosillo (Sonora); Chihuahua (Chihuahua); Saltillo (Coahuila); Monterrey (Nuevo León); Tampico, Reynosa (Tamaulipas); Culiacán, Mazatlán (Sinaloa); San Luis Potosí (San Luis Potosí); Guadalajara, Puerto Vallarta (Jalisco); León (Guanajuato); Querétaro (Querétaro); Pachuca, Tulancingo (Hidalgo); Toluca, Metepec, Naucalpan, Texcoco (Estado de México); Puebla, Tehuacán, Tecamachalco, San Martín Texmelucan, Zacatlán, Zacapoaxtla. Cuetzálan. Atlixco (Distrito Federal de Puebla); Tlaxcala, Ixtenco (Tlaxcala); Morelia (Michoacán); Cuernavaca, Tlaltenango (Morelos); Oaxaca, Ocotlán (Oaxaca); Veracruz, Xalapa, Córdoba, Orizaba (Veracruz); Palenque (Chiapas); Mérida (Yucatán) y Cancún (Quintana Roo).
También ha participado en conferencias y cursos grupales en centros como la Universidad Estatal de San Diego, California; UABC; CESUN Universidad; CETYS preparatoria; Colegio Cumbres e Instituto México de Tijuana; Instituto Tecnológico y de Estudios Superiores de Monterrey; Campus Chihuahua en Chihuahua; UNAM; IPN; Universidad del Claustro de Sor Juana del Distrito Federal;  Universidad Autónoma Chapingo del Estado de México; BUAP; Universidad Popular Autónoma del Estado de Puebla; Universidad de las Américas de Puebla; IBERO; Universidad Cuauhtémoc; Instituto Oriente; Colegio Benavente; CENCH; Centro Escolar Morelos; Preparatoria Luis Cabrera y Preparatoria Benito Juárez de Puebla; CEBTYS de Cuernavaca y Universidad Autónoma Benito Juárez de Oaxaca, entre otras.